# Cupido molybdena
Cupido molybdena är en fjärilsart som beskrevs av Guest 1882. Cupido molybdena ingår i släktet Cupido och familjen juvelvingar. Inga underarter finns listade i Catalogue of Life.